# راس العقبة
راس العقبة هي إحدى بلديات دائرة هواري بومدين التابعة لولاية قالمة الجزائرية.